# Língua karihona
Karihona (Carijona, Hianacoto) é uma língua caribana quase extinta. Atualmente existem na Colômbia 10 falantes que conseguem manter uma conversa na língua e além disso, 15 falantes passivos que entendem a língua Karihona e podem traduzi-la para o espanhol. Moram no "Resguardo Carijona de Puerto Nare" no município de Miraflores (Guaviare), no corregimento de La Pedrera (Amazonas), e em San José del Guaviare e Villavicencio.

## Fonologia
A língua Karijona tem um inventário fonológico de 7 vogais e 13 consoantes.
| Vogais   | Anteriores | Centrais | Posteriores |
| Fechadas | i          | ɨ        | u           |
| Médias   | e          | ə        | o           |
| Abertas  |            | a        |             |

As vogais centrais /ɨ/, /ə/ se realizam respetivamente como posteriores [ɯ], [ʌ], quando estão antecedidas por consoantes velares o pela glotal /h/. A central alta se realiza como central redondeada [ʉ] quando está antecedida pelas consoantes /b/, /m/, e /w/. 
| Consoantes        | Labial | Alveolar | Palatal | Velar | Glotal |
| ----------------- | ------ | -------- | ------- | ----- | ------ |
| Oclusivas sordas  |        | t        | t̠ʃ      | k     |        |
| Oclusivas sonoras | b      | d        | dʒ      | g     |        |
| Nasais            | m      | n        | ɲ       |       |        |
| Fricativas        |        | s        |         | w     | h      |
| Vibrante simples  |        | ɾ        |         |       |        |

A fricativa glotal /h/ varia livremente com a velar [x]. A vibrante simples /ɾ/ varia livremente com a retroflexa [ɽ].